# Harold Brown (politico)
Harold Brown (New York, 19 settembre 1927 – Rancho Santa Fe, 4 gennaio 2019) è stato un politico e fisico statunitense, Segretario della difesa sotto la presidenza Carter dal 1977 al 1981.

## Biografia
Nato a New York da Abraham Brown, un avvocato che ha combattuto nella prima guerra mondiale, e Gertrude Cohen, contabile. Dopo essersi diplomato alla Bronx High School of Science, si iscrive alla Columbia University presso la facoltà di scienze, dove si laurea in fisica. Anni dopo otterrà anche un dottorato di ricerca sempre in fisica. Dopo un breve periodo di insegnamento e ricerca post-dottorato, divenne ricercatore presso il Radiation Laboratory dell'Università di Berkeley. Negli anni cinquanta è stato membro e consulente di numerosi organismi scientifici federali e consulente scientifico alla Conferenza del 1958-1959 sulla sospensione dei test nucleari.
Lavorò per il segretario della difesa Robert McNamara come direttore di ricerca e ingegneria e poi come segretario dell'aeronautica dal 1965 al 1969 sotto il presidente Lyndon B. Johnson. Nel 1977 venne nominato dal presidente Jimmy Carter come segretario della difesa. Rimase in carica fino alla fine del mandato di Carter nel 1981.
Dopo aver lasciato il Pentagono, Brown rimase a Washington, D.C., unendosi alla Johns Hopkins University School of Advanced International Studies come visiting professor e successivamente al Foreign Policy Institute dell'università come presidente. Continuò a parlare e scrivere ampiamente su questioni di sicurezza nazionale, e nel 1983 pubblicò "Thinking About National Security: Defense and Foreign Policy in a Dangerous World". Negli anni successivi, Brown fu affiliato a organizzazioni di ricerca e fece parte dei consigli di amministrazione di un certo numero di società, come Altria (precedentemente Philip Morris).
Malato di cancro al pancreas, morì il 4 gennaio 2019 all'età di 91 anni.

## Vita privata
Si sposò nel 1953 con Colene Dunning McDowell. Due i figli.

## Riconoscimenti
- Nel 1980 la John Jay Award del Columbia College per i risultati professionali distinti
- Nel 1990 la Alexander Hamilton Medal
- Nel 1981 la Medaglia presidenziale della libertà dal presidente Carter
- Nel 1993 il premio Enrico Fermi dal presidente Bill Clinton